# Viscum nudum
Viscum nudum là một loài thực vật có hoa trong họ Santalaceae. Loài này được Danser miêu tả khoa học đầu tiên năm 1941.